# Здание
Зда́ние — результат строительства, представляющий собой объемное надземное строительное сооружение, включающее в себя помещения, предназначенные для проживания и (или) деятельности людей, размещения производства, хранения продукции или содержания животных, а также сети и системы инженерно-технического обеспечения.
Здание может иметь также эксплуатируемые помещения в подземной части. К зданиям относятся как стационарные сооружения, имеющие жёсткую связь с фундаментами, так и мобильные сооружения, перемещаемые с места на место (например, модульные здания, состоящие из контейнеров, торговые предприятия на колёсах и тому подобное).
Приведённое определение соответствует термину «здание» в Федеральном законе № 384-Ф3 «Технический регламент о безопасности зданий и сооружений» за исключением того, что в ФЗ зданиями считаются также целиком подземные сооружения, например, подземный гараж. Но обычно не принято называть зданием сооружение, не имеющее надземной части. В отличие от линейных и плоскостных сооружений здание обязательно имеет внутренний объём с помещениями различного назначения. Линейные сооружения (линии электропередач, мосты, телевизионные башни, мачты и тому подобное), а также плоскостные (например, оборудованные стоянки автомашин) не являются зданиями. Не принято называть зданиями жилища, имеющие очень низкую долговечность (хижины, шалаши и тому подобное).
Здания всегда имеют системы инженерно-техническое обеспечения, к которым относятся:
- система отопления, включая котельную установку для отопления (если последняя находится в самом здании);
- внутренняя сеть водопровода, газопровода и канализации со всеми устройствами;
- внутренняя сеть силовой и осветительной электропроводки со всей осветительной арматурой;
- внутренние телефонные и сигнализационные сети;
- вентиляционные устройства;
- подъёмники и лифты.

Здания являются одними из видов строительных сооружений. В научно-технической и нормативной литературе часто используется сочетание слов «здания и сооружения». В этом сочетании «сооружения» понимаются в значении как «другие строительные сооружения, которые не являются зданиями», например, инженерно-технические сооружения (мосты, дымовые трубы, мачты, радио- и телевизионные башни и другое), подземные сооружения (тоннели, подземные сооружения метрополитена, убежища и другое), мемориальные и архитектурные сооружения.
Здания имеют многочисленные типы, которые определяются их функциональным назначением, высотой или количеством надземных этажей, архитектурным стилем, конструктивной системой, технологией строительства и материалами несущих конструкций.

## Этимология
Слово «здание», вероятно, образовалось от существовавшего когда-то глагола «зьдати», который означал «строить», в другом источнике от малоупотребительного церковного «здати» — созидать, сооружать, строить. Глагол «зьдати» произошёл, в свою очередь, от существительного «зьдъ» — «глина», — так как глина активно использовалась как строительный материал. От этого глагола произошли слова «зодчий», «создавать».
В английском языке слово «building» («здание», «строение») также является производным от глагола «build» («строить»). Подобное наблюдается и в немецком языке: «Gebäude» («здание», «строение») есть производное от bauen («строить»).

## Назначение
По назначению здания принято разделять на:
- Жилые
- Общественные
- Промышленные
- Сельскохозяйственные
- Складские

В учебной литературе по архитектуре и конструкциям жилые и общественные здания обычно рассматриваются совместно и образуют группу гражданских зданий.
Особую группу составляют здания, строительство которых прекратилось из-за утраты ими первоначального назначения. В ним относятся оборонно-крепостные здания (замки, донжоны и т. п.), дворцы, замки, частично разрушенные культовые здания (церкви, мечети, пагоды, синагоги) и другие здания. Эти здания, имеющие большую архитектурную и историческую ценность, теперь являются важными объектами туризма, в них часто размещаются музеи.

### Жилые здания
Жилое здание или жилой дом — это здание, состоящее из комнат и помещений вспомогательного использования (санитарные узлы, кладовые и другие), предназначенное для постоянного или временного проживания. К жилым зданиям для постоянного проживания относятся многоквартирные и одноквартирные (индивидуальные) жилые дома, а также здания, предназначенные для особых контингентов населения (интернаты, дома престарелых и инвалидов, детские дома для детей-сирот) и т. п.
Многоквартирный жилой дом может иметь секционную, коридорную или галерейную структуру. Секционный дом состоит из одной или нескольких изолированных частей (секций), в каждой из которых все квартиры имеют выход через общий вестибюль и (или) лестничную клетку. По условиям пожарной безопасности в многоэтажных зданиях могут предусматриваться аварийные переходы из квартир соседних секций. Квартиры, расположенные на первом этаже жилого дома могут иметь дополнительные выходы на прилегающую к дому территорию. В домах коридорной структуры все квартиры имеют выходы на прилегающую территорию через общие поэтажные коридоры, а в домах галерейной структуры — через наружные поэтажные открытые галереи. Одним из вариантов малоэтажных многоквартирных домов являются блокированные жилые дома, состоящие из рядом расположенных квартир, каждая из которых имеет самостоятельный выход из дома.
Одноквартирные жилые дома имеют разнообразные типы, отличающиеся уровнем комфорта и расположением (город, сельская местность). К одноквартирным жилым домам относятся дачи, коттеджи, виллы, особняки и другие типы, имеющие разные наименования. Одноквартирные дома в сельской местности обычно имеют пристройки, используемые для содержания домашних животных, хранения инвентаря и сельскохозяйственной продукции.
Здания для временного проживания, согласно российскому законодательству, относятся к общественным зданиям, хотя, по существу, такие здания как гостиницы, общежития, жилые помещения мотелей и кемпингов, спальные корпуса оздоровительных учреждений (санаториев, домов отдыха), армейские казармы, следственные изоляторы и тюрьмы являются временными жилищами.
Жилые дома могут быть как некоммерческими (в частности: общежития и некоммерческие гостиницы при фабриках или учебных заведениях, военные казармы, жилые дома (кроме доходных домов)), так и коммерческими (в частности: гостиницы, коммерческие общежития, доходные дома).

### Общественные здания
Все общественные здания принято разделять на следующие основные подгруппы:
Образовательные здания для общего и специального образования. Общее образование осуществляется в школах, гимназиях. Начальное и среднее специальное образование осуществляется в училищах, техникумах, колледжах. Высшее образование получают в вузах — учебных институтах, университетах, академиях (в частности, военных). К образовательным зданиям также относятся автошколы, аэроклубы, внешкольные учреждения школьников и молодёжи.
Медицинские здания, в которых располагаются лечебные учреждения (больницы, госпиталя, родильные дома, поликлиники и другие), профилактические и медико-реабилитационные учреждения (диспансеры, реабилитационные центры, профилактории), а также аптеки, станции переливания крови.
Здания сервисного обслуживания включают предприятия розничной и мелкооптовой торговли (универсальные и специализированные магазины), питания (столовые, кафе, рестораны и пр.), бытового обслуживания (ремонтные мастерские, ателье по пошиву одежды, прачечные и др.), связи для непосредственного обслуживания населения(почты, телефонные станции), вокзалы (железнодорожные, морские, речные, автобусные), ветеринарные клиники.
Здания для культурно-досуговой деятельности — зрелищные здания (театры, кинотеатры), цирки, музеи, выставки, библиотеки, крытые спортивные здания (стадионы, ледяные арены, манежи, велотреки др.). К таким зданиям также относятся открытые спортивные арены с трибунами, под которыми расположены раздевалки для спортсменов, тренировочные залы, служебные помещения, пункты питания и др.
Культовые здания — храмы и монастыри. В христианстве общее название здания, где совершаются богослужения и религиозные обряды, — церковь. Церковь всегда имеет алтарь. Церковью также является капелла, небольшое отдельно стоящее или пристроенное здание с алтарём. Православная часовня не имеет алтаря, поэтому не является церковью. В прошлом алтарём называлось место, где совершалось ритуальное жертвоприношение животных. Со временем жертвоприношение животных заменили ритуальным освящением хлеба и вина, которые используют для религиозного обряда приобщения к Иисусу Христу. В православных церквях алтарь, который всегда располагается в восточной части здания, отделяется от средней части церкви иконостасом. В других христианских церквях вместо иконостаса используются скульптурные изображения и росписи купольного покрытия и стен алтаря. У католиков церковь называется костёл, у лютеран — кирха. Буддистский храм носит название дацан (у монголов — дасан), индуистский храм — мандир. В иудаизме существовало всего два храма в Иерусалиме, первый из которых был разрушен вавилонским правителем Навуходоносором, а второй — римским императором Титом. После разрушения иерусалимских храмов иудеи совершают молитвы в синагоге, которая не является храмом. Мусульмане молятся в мечетях, которые также не считаются храмами. Монастыри состоят из нескольких зданий, некоторые из которых могут объединяться друг с другом. В монастыре всегда имеется храм, где совершаются богослужения и другие религиозные обряды.
Административные здания, в которых размещаются органы законодательной и исполнительной власти (правительственные учреждения, в том числе министерства, городские органы управления, суды, прокуратура, здания полиции), кредитно-финансовые учреждения (банки, биржи), офисы фирм, промышленных предприятий, общественных организаций и учреждений.
Прочие общественные здания — конструкторские бюро, здания проектных и научно-исследовательских организаций, лаборатории, здания воинских частей, стационарные военные объекты. К общественным зданиям по российскому законодательству также относятся здания для временного проживания. Перечень этих зданий приведён в разделе, посвящённом жилым зданиям.

### Промышленные здания
Промышленные здания делятся на следующие подгруппы:
- Производственные здания — здания, в которых размещены производственные цеха[11].
- Подсобно-производственные, в которых размещаются вспомогательные цеха — ремонтные, инструментальные и т. п.
- Энергетические, предназначенные для снабжения предприятия электроэнергией, сжатым воздухом, паром, газом (в частности, ТЭЦ, компрессорные, котельные, газогенераторные, трансформаторные подстанции).
- Транспортно-складского хозяйства — гаражи (депо), стоянки напольного промышленного транспорта, хранилища продукции или расходных материалов (например, сырья).
- Вспомогательные и общезаводские — административно-бытовые, заводоуправления, медпункты, столовые, пожарные депо и т. д.

### Сельскохозяйственные здания
Сельскохозяйственные здания делятся на следующие подгруппы:
- Здания для животных и птиц:
  - Здания для крупного рогатого скота (коровники, здания телятников и для молодняка).
  - Здания для свиней (свинарники).
  - Здания для лошадей (конюшни).
  - Здания для овец (овчарни).
  - Здания для птиц (птичники, инкубаторы).
- Ветеринарно-лечебные здания для домашних животных.
- Здания для хранения и переработки сельскохозяйственных продуктов:
  - Картофеле- и овощехранилища.
  - Мельницы, зерносушилки и зерносклады (элеваторы).
  - Здания комбикормовых цехов.
- Склады минеральных удобрений и химических средств защиты растений.
- Здания для ремонта и хранения сельскохозяйственных машин.

### Складские здания
Складские здания подразделяются по назначению на:
- материальные,
- внутрипроизводственные,
- склады сбытовые и транспортных организаций.

Материальные склады специализируются на хранении сырья, материалов, комплектующих и др. продукции производственного назначения и осуществляют снабжение производящих потребителей.
Внутрипроизводственные склады предназначены для обеспечения технологических процессов. На этих складах хранятся запасы незавершенного производства, приборы, инструменты, запасные части и т. д.
Сбытовые склады служат для поддержания непрерывности движения товаров из сферы производства в сферу потребления. Основное их назначение заключается в преобразовании производственного ассортимента в торговый и в бесперебойном обеспечении различных потребителей, включая розничную сеть. Они могут принадлежать как производителям (склады готовой продукции), так и предприятиям торговли (склады оптовой и розничной торговли).
На специализированных складах хранятся материалы и изделия одного определённого вида, имеющие повышенную пожарную опасность, например, нефтепродукты, пиломатериалы, лакокрасочные изделия, текстильные товары и тому подобное.

## Размеры
Деление зданий на группы по их высоте используется прежде всего в противопожарных нормах, а также при определении предельной этажности или высоты зданий в районах исторической застройки, нормировании требований к объёмно-планировочным решениям (количество лифтов, тип лестничной клетки и др.), к инженерно-техническому оборудованию и инженерным сетям.
Критерии определения высоты и этажности зданий не одинаковы в разных странах и различаются для разных типов зданий. В российских противопожарных нормах используется понятие «высота верхнего этажа». При её определении не учитывается верхний технический этаж, а высота измеряется от уровня проезда пожарных машин до низа проёма в наружной стене верхнего этажа. При решении градостроительных задач в российских нормах учитывается высота здания, которая измеряется расстоянием от проектной отметки земли до наивысшей отметки парапета или карниза (при плоской крыше), конька или фронтона скатной крыши, башни, купола, шпиля или других надстроек на крыше (при этом не учитываются высота антенн и мачт на крыше). Для зданий в сейсмических районах при нормировании учитывается как высота здания (в метрах), так и количество надземных этажей. Нормирование объёмно-планировочных решений выполняется в зависимости от количества надземных этажей. Российские нормы проектирования жилых зданий предназначены для зданий высотой до 75 м. Более высокие здания должны проектироваться по специальным[каким?] нормам. В Европе и США градация зданий по высоте задаётся в единицах длины.
В 1976 г. на симпозиуме CIB была принята классификация зданий по высоте. Здания высотой до 30 м отнесены к зданиям повышенной этажности, до 50, 75 и 100 м — соответственно к I, II и III группам многоэтажных зданий, а свыше 100 м — к высотным. В США и Европе высотными зданиями, называемыми небоскрёбами, считаются здания выше 150 м (500 футов).
Одно из самых длинных жилых зданий находится в Волгограде. Здание представляет собой цепочку из восьми секций, продолжающих друг друга или соединённых под прямым углом, и по данным картографов развёрнутая длина этого дома составляет 1140 метров. Это жилая девятиэтажка, в которой располагаются ещё и административные учреждения. Здание имеет несколько адресов: ул. Грамши, 43, 47, 49 и 51 и ул. Николая Отрады, 34, 36, 40 и 44, а соединения — не просто перекрытия, а полноценные жилые помещения над арками во всю высоту здания. Оно было построено в 1975—1979 годах, всего в доме около 1400 квартир. Другим жилым зданием, претендующим на звание одного из самых длинных, считается Карл-Маркс-Хоф в Вене (дом был построен в 1927—1930 годах архитектором Карлом Эном). Секции этого здания замкнуты в прямоугольник, периметр которого чуть больше километра.
В настоящее время[когда?] самое узкое здание в мире — The Wedge («Клин») на шотландском острове Грейт-Камбри. Название указывает на его необычную форму: ширина переднего фасада этого дома составляет 1,2 м (47 дюймов), а ширина заднего — 3,3 м (11 футов). Однако в Варшаве будет построено[когда?] самое узкое здание в мире: его ширина составит всего 152 см. Новый рекордсмен будет расположен между старым панельным домом и многоэтажкой.

## Конструкции
Здания состоят из конструкций, которые по своей функции делятся на несущие, ограждающие и совмещенные.
Несущие конструкции обеспечивают прочность, жесткость и устойчивость здания в целом и его отдельных частей под действием нагрузок от веса людей, мебели, оборудования, ветровых, сейсмических, снеговых и других временных нагрузок. По российским нормативам строительства конца 20-го века, прочность несущих конструкций должна учитывать устойчивость здания при возможных терактах и при взрывах бытового газа.
Главное назначение ограждающих конструкций — обеспечение теплозащиты, звукоизоляции, огнестойкости и т. п. Но вместе с тем все ограждающие конструкции должны обладать необходимой прочностью и жесткостью. Так, например, опирающиеся на перекрытия внутренние самонесущие перегородки, которые, разделяя помещения здания, выполняют ограждающие функции, должны противодействовать нагрузкам от действия ветра через открытые проёмы и иметь необходимую прочность для навески на них картин, телевизоров и прочего оборудования.
Несущие конструкции здания обычно разделяют на вертикальные и горизонтальные. В одноэтажных зданиях в виде куполов и оболочек, опирающихся непосредственно на фундаменты, несущие конструкции являются комбинированными. В них нет вертикальных и горизонтальных составляющих. В современных зданиях некоторые несущие конструкции могут располагаться в наклонных плоскостях, например, наружные стены. Поэтому, по аналогии с конструкциями мостов, для описания типа несущих конструкций вместо терминов вертикальные и горизонтальные несущие конструкции используют соответственно термины опорные и пролётные несущие конструкции. Далее используются последние термины.
Пролётные конструкции используются для перекрытия внутренних и наружных помещений здания.
Пролётные конструкции выполняются в виде балочных клеток, плит, арок и ферм, на которые опираются плиты перекрытий и покрытий, своды, купола, оболочки, лестничные площадки и марши. По статическим функциям пролётные конструкции подразделяются на безраспорные и распорные. К безраспорным конструкциям относятся балки, фермы и плиты, а также балки и своды с затяжками, которые воспринимают распорные усилия внутри пролётной конструкции. В безраспорных и распорных пролётных конструкциях, в свою очередь, различают плоские и пространственные схемы их деформирования под нагрузкой. Конструкции, соответствующие этим схемам деформирования, для сокращения называют плоскими и пространственными (эти термины не следует путать с аналогичными названиями форм конструкций).
Опорные конструкции воспринимают и передают фундаментам усилия от собственного веса, опирающихся на них пролётных конструкций, технологического оборудования и архитектурных деталей. Опорные конструкции здания выполняются из линейных, плоскостных или пространственных элементов и их различных сочетаний. Линейные элементы образуют каркас. В каркасе, в свою очередь, различаются опорные элементы (колонны, стойки) и пролётные (балки, арки). Каркас может состоять только из стоек, на которые непосредственно опираются пролётные конструкции здания. Плоскостными опорными конструкциями являются несущие стены, на которые опираются перекрытия и покрытие здания. Кроме несущих стен, принято выделять самонесущие и ненесущие стены здания. Самонесущие стены воспринимают и передают фундаментам вертикальную нагрузку только от собственного веса и опёртых на них балконов, карнизов и архитектурных деталей, являющихся составной частью стены. На самонесущие стены не опираются пролётные конструкции перекрытий и покрытия здания. К ненесущим стен относятся установленные на перекрытия перегородки и наружные стены, которые не имеют фундаментов и опираются или подвешиваются поэтажно к внутренним конструкциям здания (иногда применяют ненесущие стены, имеющие опоры через этаж).
Пространственными опорными конструкциями являются замкнутые каркасные и стеновые элементы, образующие внутренние полые стволы (лестничные клетки, лифтовые и вентиляционные шахты) и наружные несущие оболочки здания, которые Фазлур Хан, впервые применивший такие конструкции в высотном строительстве, назвал трубами. Некоторые авторы выделяют столбы, образованные сборными объёмными блоками, в самостоятельный, пятый тип несущих вертикальных конструкций. В таких столбах несущими элементами являются стены, а пролётными — перекрытия, которые монолитно соединены со стенами. Способ выполнения конструкций характеризует тип строительной системы. Поэтому вертикальные конструкции зданий из объёмных блоков являются одним из вариантов стеновых опорных конструкций.
Комбинированные конструкции одновременно являются опорными и пролётными конструкциями. Например, оболочки, перекрывающие большие зальные помещения (выставочных помещений, крытых стадионов и тому подобное) и опирающиеся непосредственно на фундаменты, являются характерными примерами комбинированных конструкций здания.

### Конструктивные системы и схемы зданий
Конструктивной системой называется совокупность взаимосвязанных несущих конструкций, которые обеспечивают прочность, жёсткость и устойчивость здания на всех стадиях его возведения и эксплуатации при действии всех расчетных нагрузок и воздействий. Наряду с термином «конструктивная система» в том же значении используется также термин «конструктивная схема». Последний термин предпочтительно применять для характеристики схемы расположения несущих конструкций (например, продольная, поперечная конструктивная схема).
На протяжении тысячелетий для зданий применяли всего две конструктивных системы: стеновую и каркасную. В зданиях стеновой системы опорными конструкциями были каменные или деревянные стены. Каркасные здания в основном строили одноэтажными. Стойки каркаса выполняли из натурального камня или кирпичной кладки. Горизонтальными элементами каркаса были деревянные балки, каменные блоки или арки. Арки выполняли из натуральных каменных блоков, которые укладывали преимущественно без раствора (сухая кладка). В Древнем Риме арочные конструкции выполняли из так называемого «римского бетона» . Каркасные здания имели стоечный каркас, жёсткость и устойчивость которого обеспечивалась, как правило, за счёт собственного веса конструкций каркаса и опирающегося на него покрытия.

#### Конструктивные системы многоэтажных зданий

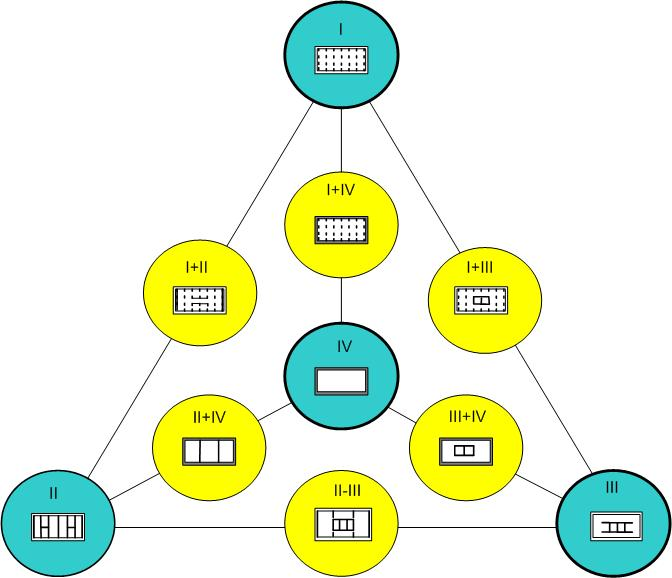
Схема взаимосвязи конструктивных систем высотных зданий' Конструктивные системы:
I — каркасные,II — стеновые,III — ствольные, IV — оболочковые (трубы)

Многоэтажные здания, как правило, имеют жесткие в собственной плоскости перекрытия. Конструктивные особенности таких перекрытий не существенно влияют на особенности совместной пространственной работы несущей системы здания. Поэтому конструктивные системы таких зданий, в основном, определяются типом опорных несущих конструкций.
В конструктивных системах многоэтажных зданий используются в разных сочетаниях четыре упомянутых выше типа опорных конструкций: каркасы, стены, стволы (ядра жесткости) и оболочки (трубы). На третьем международном симпозиуме CIB по многоэтажным зданиям, который состоялся в Москве в 1976 г. в была предложена классификация конструктивных систем многоэтажных зданий, учитывающая подразделение конструктивных систем на основные и производные, а также взаимосвязь между ними. Эта классификация в виде схемы приведена на схеме. На ней синим цветом выделены конструктивные системы, образованные одним типом опорных конструкций. Такие конструктивные системы названы основными, а конструктивные системы, образованные несколькими типами опорных конструкций, — производными (на классификационной схеме в жёлтых кружках). Предложенная классификация конструктивных систем в дальнейшем многократно использовалась различными авторами в монографиях, статьях и учебных пособиях.
Основные конструктивные системы многоэтажных зданий:
I. Каркасные.
- связевые со стоечным каркасом, устойчивость которых обеспечивается диафрагмами жёсткости из плоскостных элементов или раскосных связями,
- рамные, устойчивость которых обеспечивается за счет жёстких узловых соединений колонн и ригелей,
- рамно-связевые (с диафрагмами жёсткости и рамным каркасом, с жёсткими включениями, которые образуют ферму, с горизонтальными поясами жёсткости).

II. Стеновые.
- перекрёстно-стеновые (ячеистые),
- плоско-стеновые — с продольными, с поперечными, с радиальными стенами.

III. Ствольные (ядра).
- с консольными перекрытиями,
- этажерочные,
- с перекрытиями, подвешенными к горизонтальным аутригерам,
- мостовые.

IV. Оболочковые (трубы)
- с наружной рамной или раскосной оболочкой,
- то же, с пространственными макрофермами,
- то же, с аутригерами,
- с наружной оболочкой из стен с проёмами,
- многосекционные решетчатые оболочки.

Производные конструктивные системы:
I+II — Каркасно-стеновые (здания с неполным каркасом),
I+III — Каркасно-ствольные (сочетание рамного или стоечного каркаса с внутренним стволом),
I+IV — Каркасно-оболочковые (сочетание внешней оболочки и внутреннего стоечного каркаса),
II+III — Ствольно-стеновые (сочетание несущих стен и внутреннего ствола жёсткости),
III+IV — Ствольно-оболочковые (сочетание внешней оболочки и внутреннего ствола),
II+IV — Оболочково-стеновые (сочетание внешней оболочки и внутренних несущих стен).

#### Конструктивные системы одноэтажных зданий
В отличие от многоэтажных зданий одноэтажные здания имеют самые разнообразные типы пролётных конструкций (балки, плиты, арки, своды, купола, оболочки), но, как правило, всего два типа опорных конструкций (каркасы и стены). Поэтому при классификации конструктивных систем одноэтажных зданий, в отличие от многоэтажных, учитывают одновременно тип пролётных и опорных конструкций.
По типу пролётных конструкций различают конструктивные системы одноэтажных зданий с безраспорными и распорными пролётными конструкциями. Безраспорными пролётными конструкциями являются покрытия одноэтажных зданий, состоящие из балок, плит, арок с затяжками, стропильных ферм и шпренгельных конструкций, длинных оболочек с диафрагмами жёсткости по краям. Распорными пролётными конструкциями являются арки и своды без затяжек, купола, оболочки двоякой кривизны, висячие и вантовые покрытия.

### Материал несущих конструкций
- из дерева;
- каменные;
- кирпичные;
- из полимерных материалов;
- из бетона;
- из железобетона;
- из металлоконструкций;

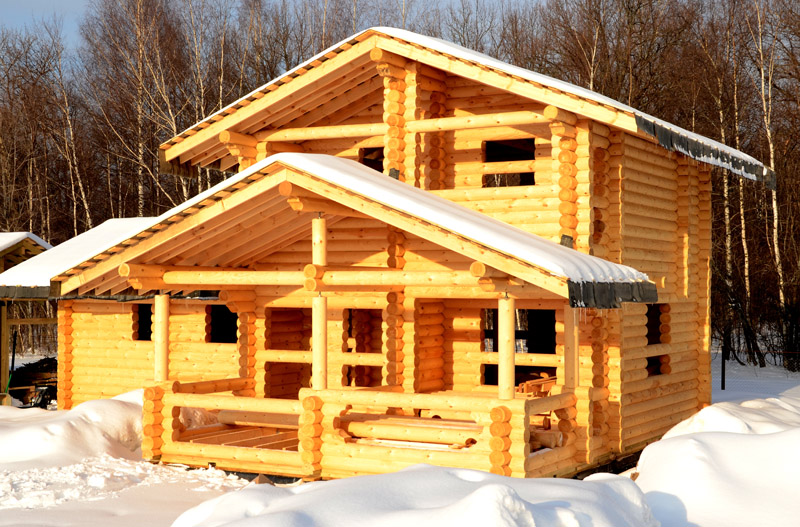
Дом с несущей конструкцией из дерева

- из лёгких металлических конструкций;
- из соломы;
- смешанные.

## Технология строительства
- Сборные здания — возводимые из предварительно изготовленных на фабрике или строительной площадке элементов конструкций (каркас из заранее изготовленных элементов, крупноблочные, крупнопанельные, из объёмных блоков).
- Сборно-монолитные — возводимые из сборных элементов и монолитного бетона, укладываемого непосредственно в конструкции здания.
- Монолитные — с основными конструкциями (перекрытиями, стенами, элементами каркаса) из монолитного бетона.
- Из мелкоштучных элементов (кирпича, керамических и бетонных блоков и др.), укладываемых вручную или строительными роботами.
- Изделия аддитивного строительного производства (например, строительной 3D-печати) по ГОСТ Р 59095-2020 «Материалы для аддитивного строительного производства. Термины и определения».

## Архитектурно-художественный облик
Здание, как произведение архитектуры, представляет собой сооружение, отвечающее законам красоты, создающее среду для жизни и деятельности людей и обладающее необходимой надёжностью..
Критерии красоты менялись на протяжении столетий. Им соответствовали различные архитектурные стили. Архитектурное решение обеспечивает выполнение функциональных требований к зданию в части размера отдельных помещений и здания в целом, его формы, этажности, внешнего облика и эксплуатационных качеств. Надёжность здания обеспечивается применением архитектурных и конструктивных решений, имеющих необходимую прочность и устойчивость ко всем возможным нагрузкам и воздействиям, требуемую долговечность, огнестойкость.

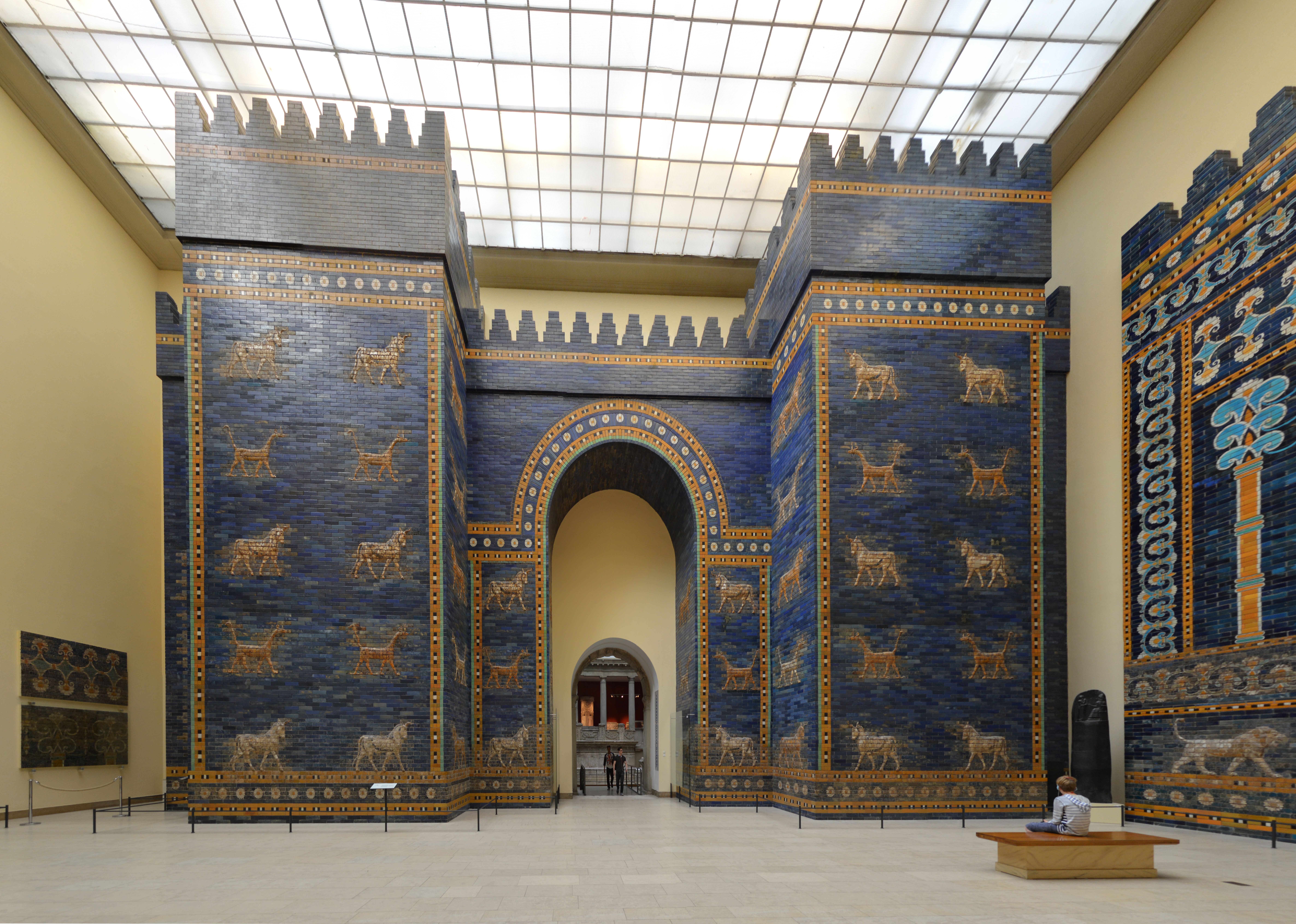
Пример месопотамской архитектуры: Ворота Иштар, в Музее Передней Азии (Берлин, Германия)
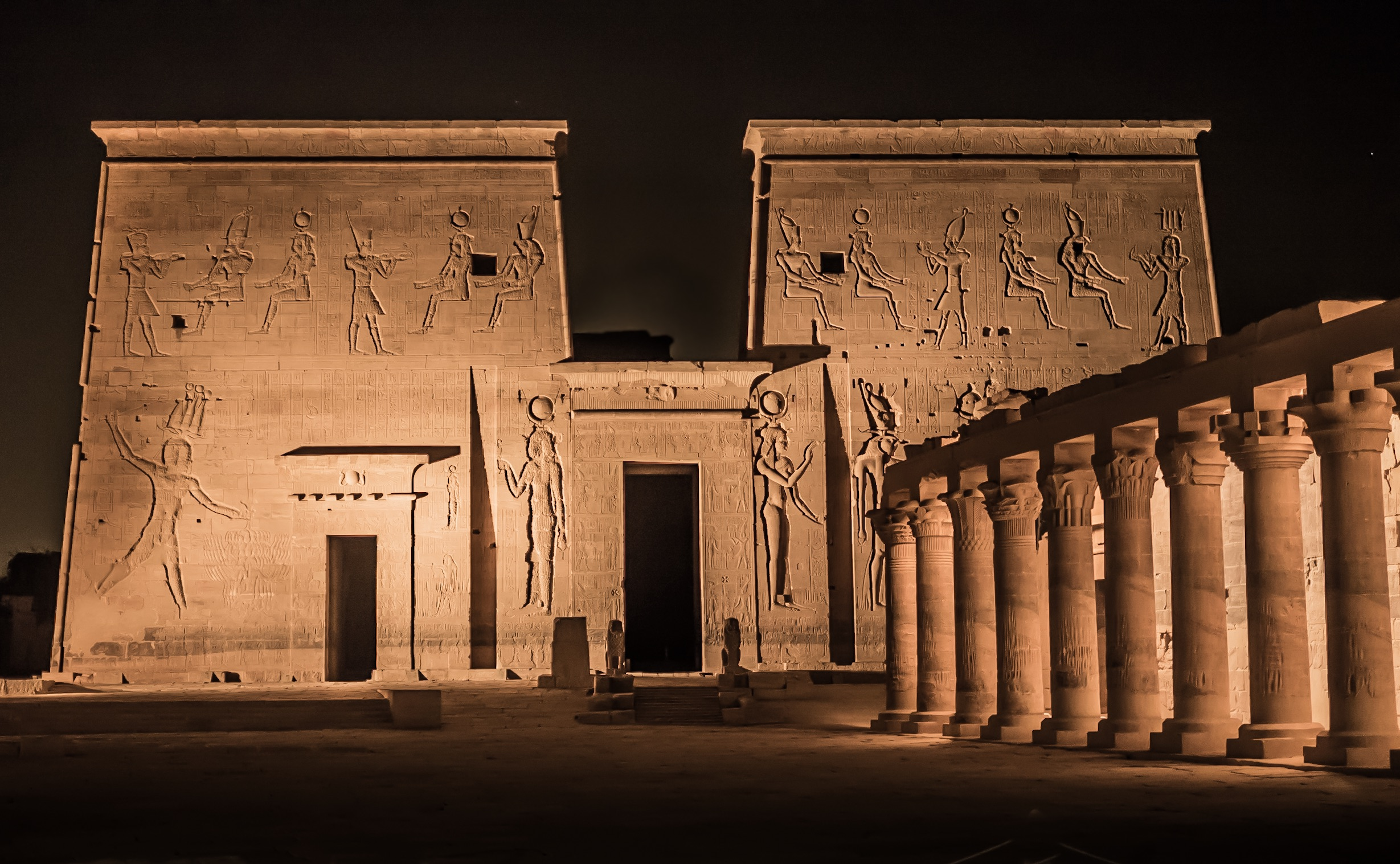
Пример древнеегипетской архитектуры: Храм Исиды на острове Филы (Египет)
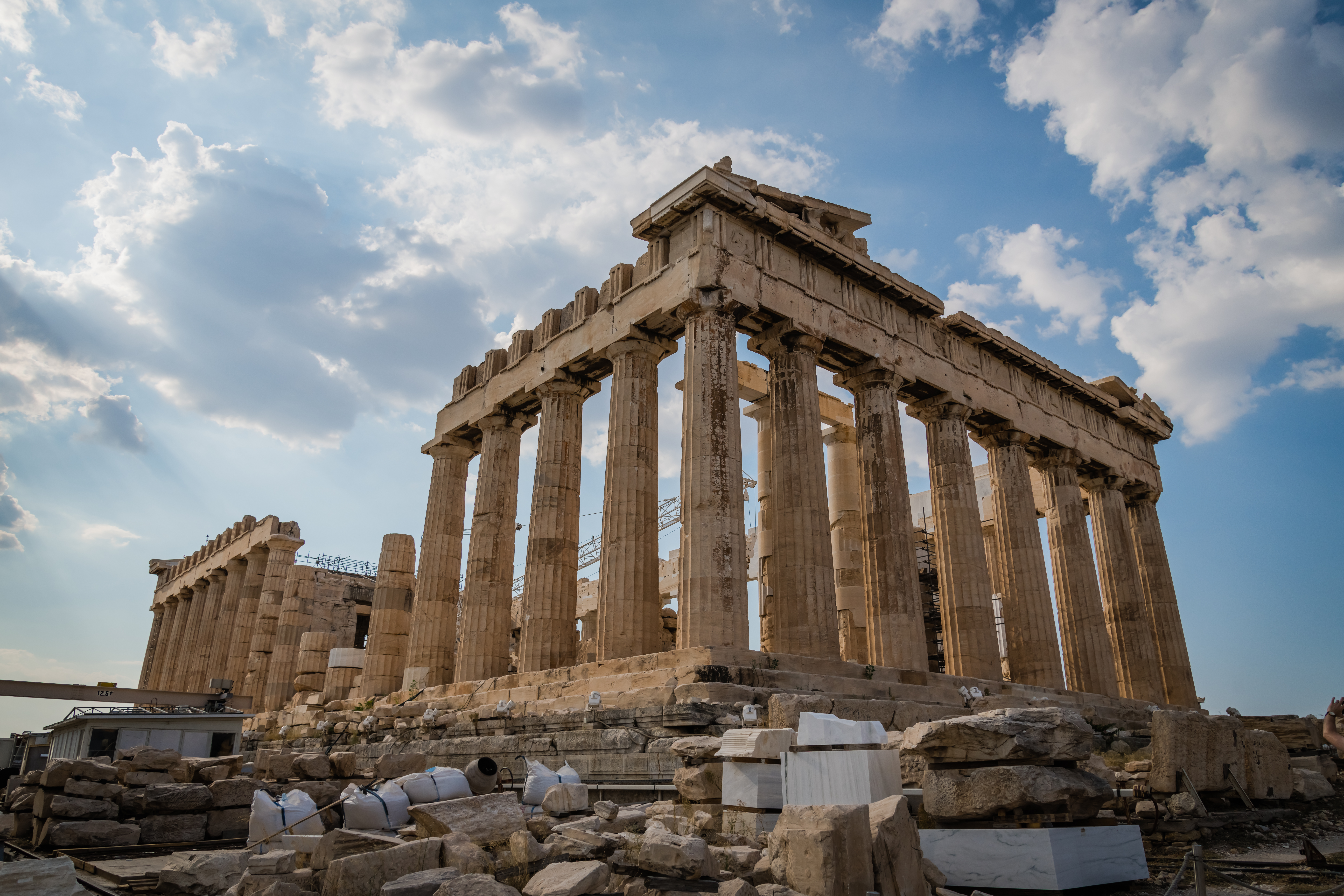
Пример древнегреческой архитектуры: Парфенон, в Афинах (Греция)
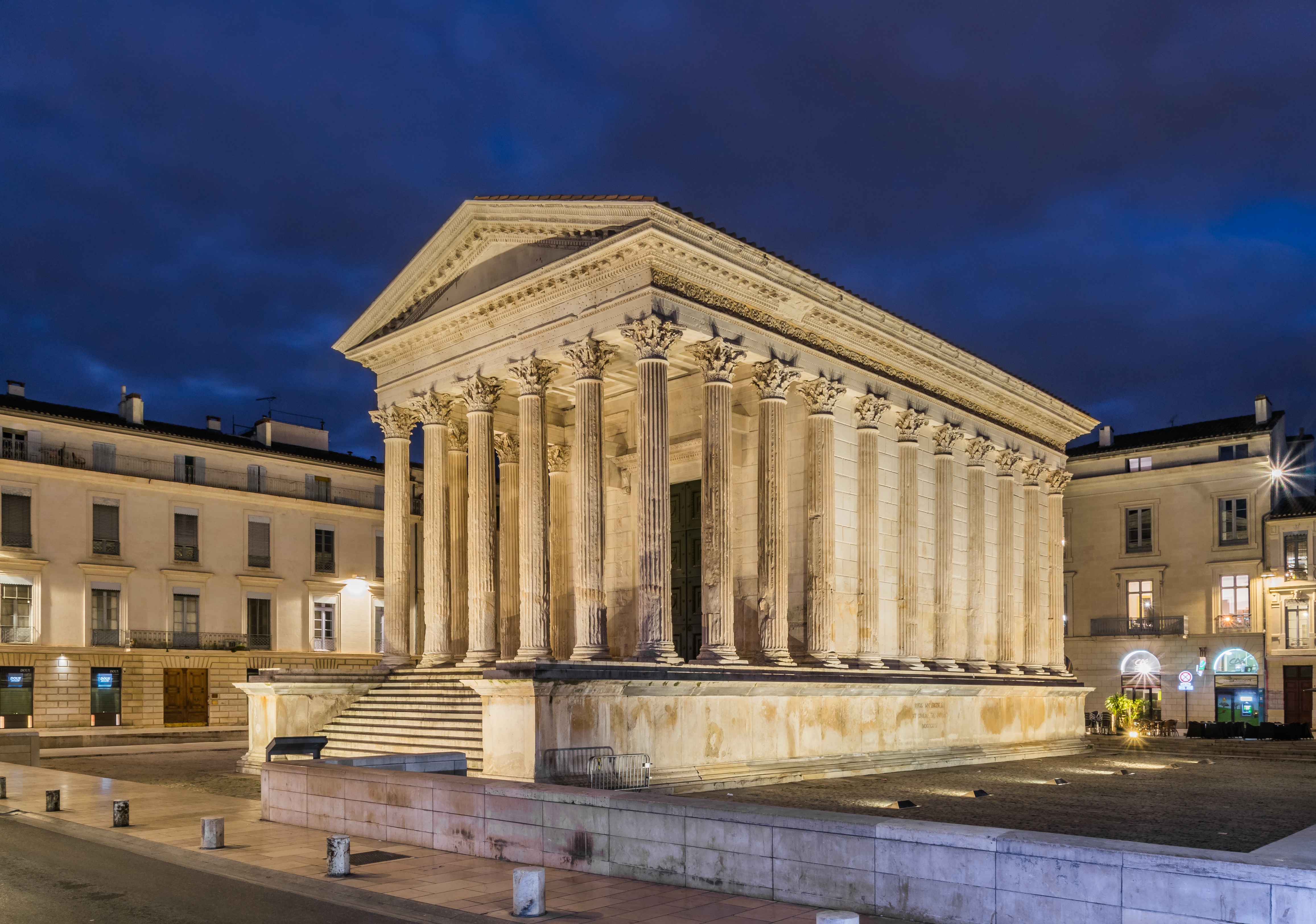
Пример древнеримской архитектуры: Мезон Карре, в Ниме (Франция)
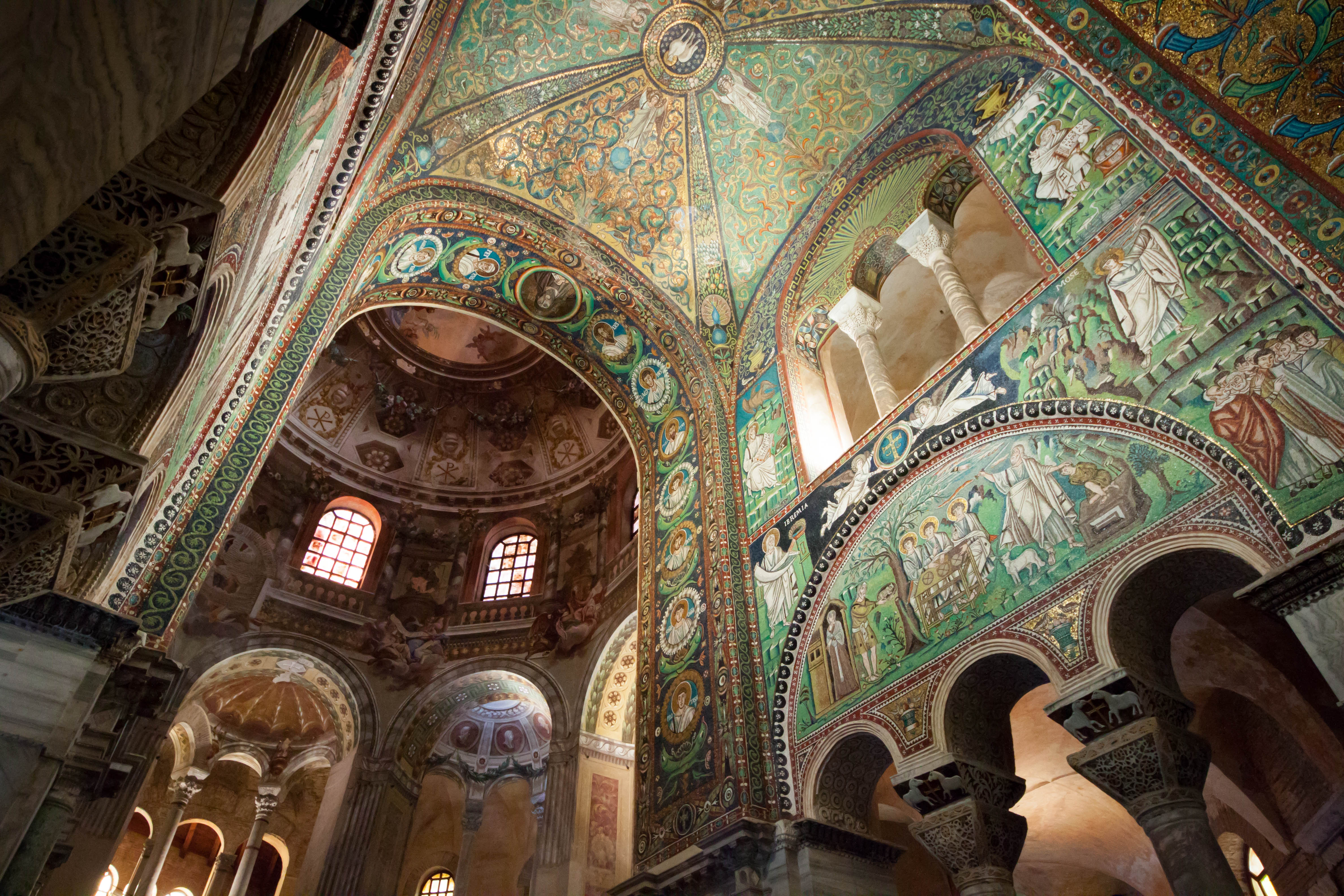
Пример византийской архитектуры: Базилика Сан-Витале, в Равенне (Италия)
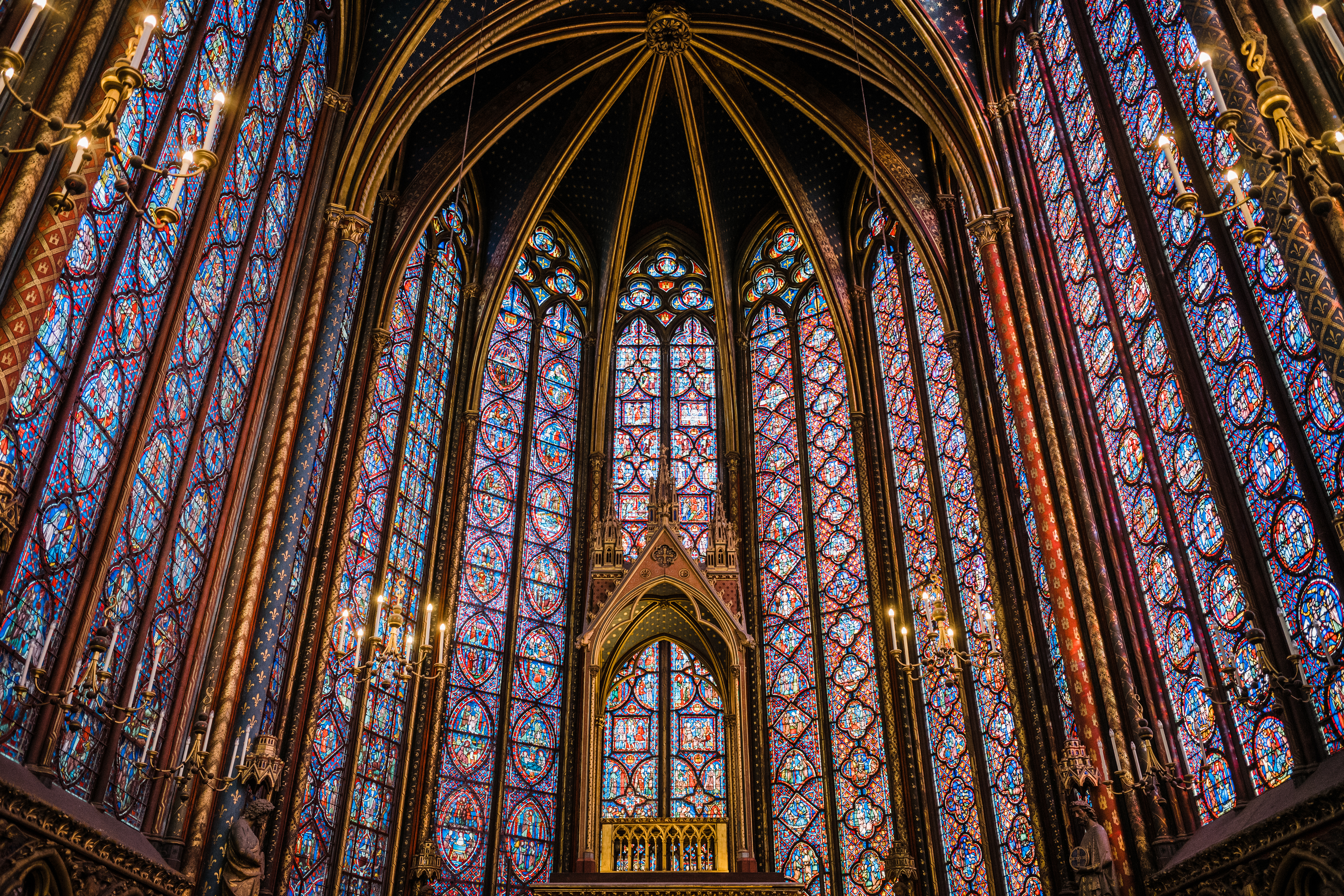
Пример готической архитектуры: Сент-Шапель, в Париже
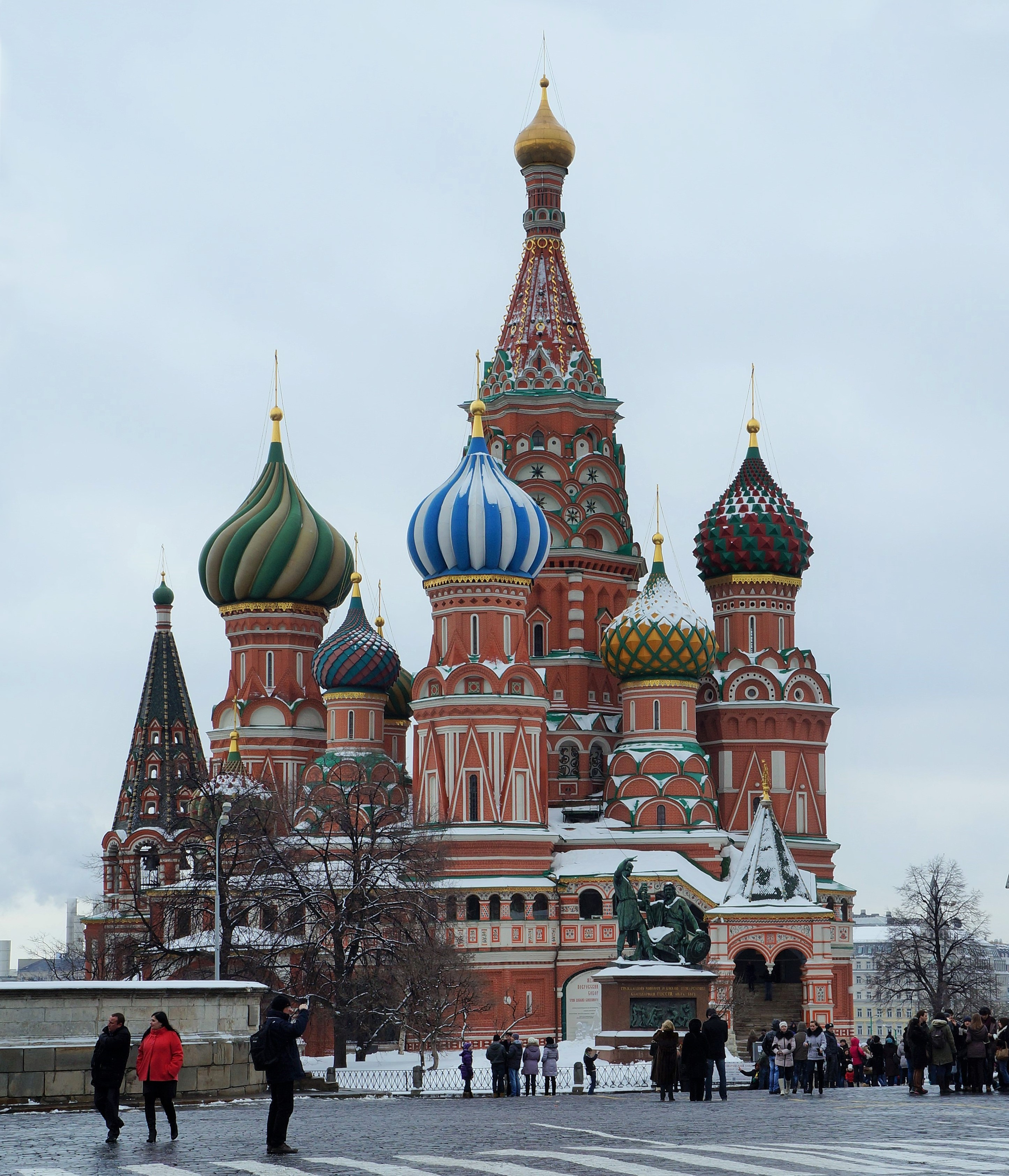
Пример русской архитектуры: Храм Василия Блаженного, в Москве (Россия)
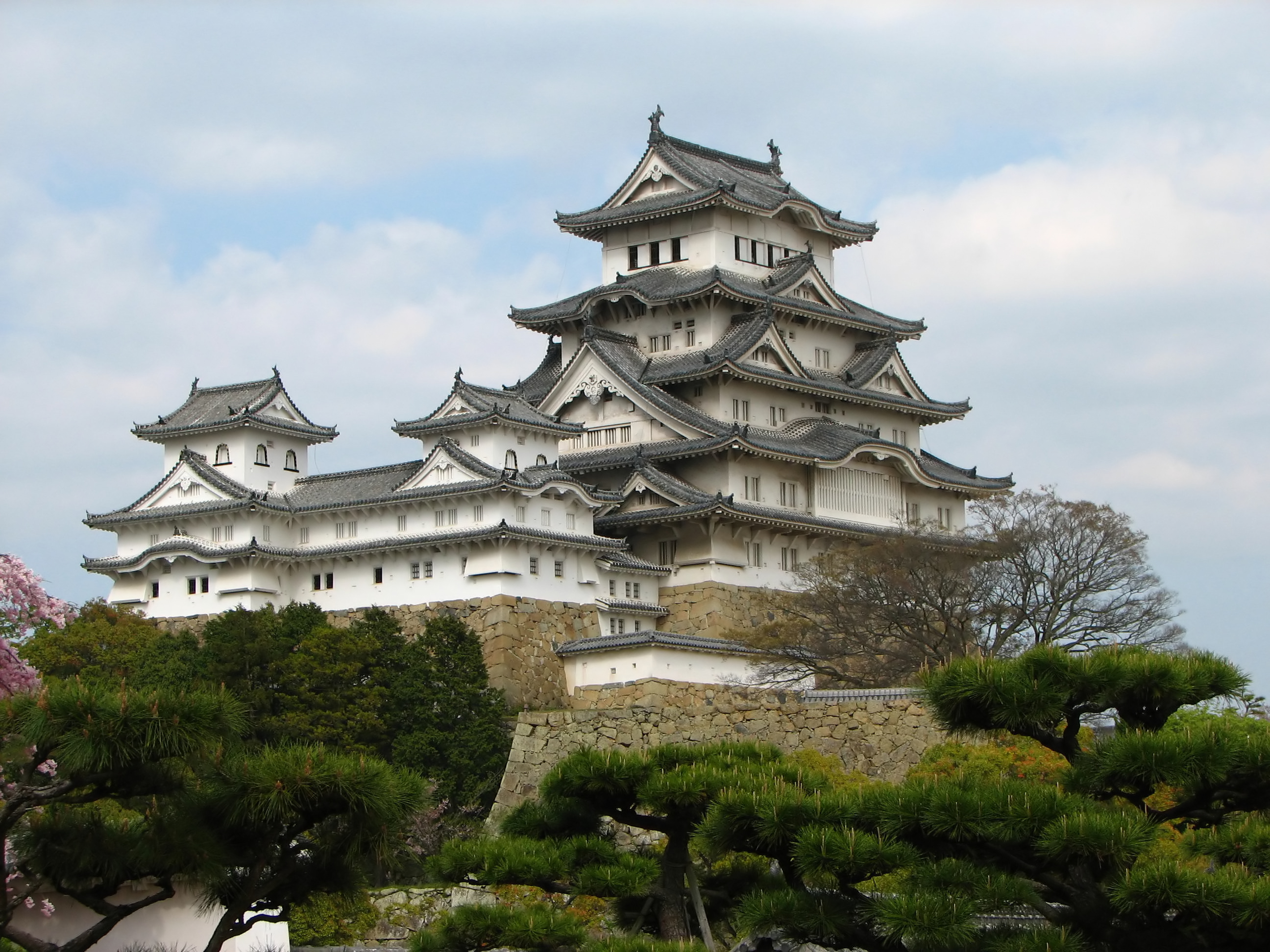
Пример японской архитектуры: Замок Химэдзи, в Химедзи (Япония)
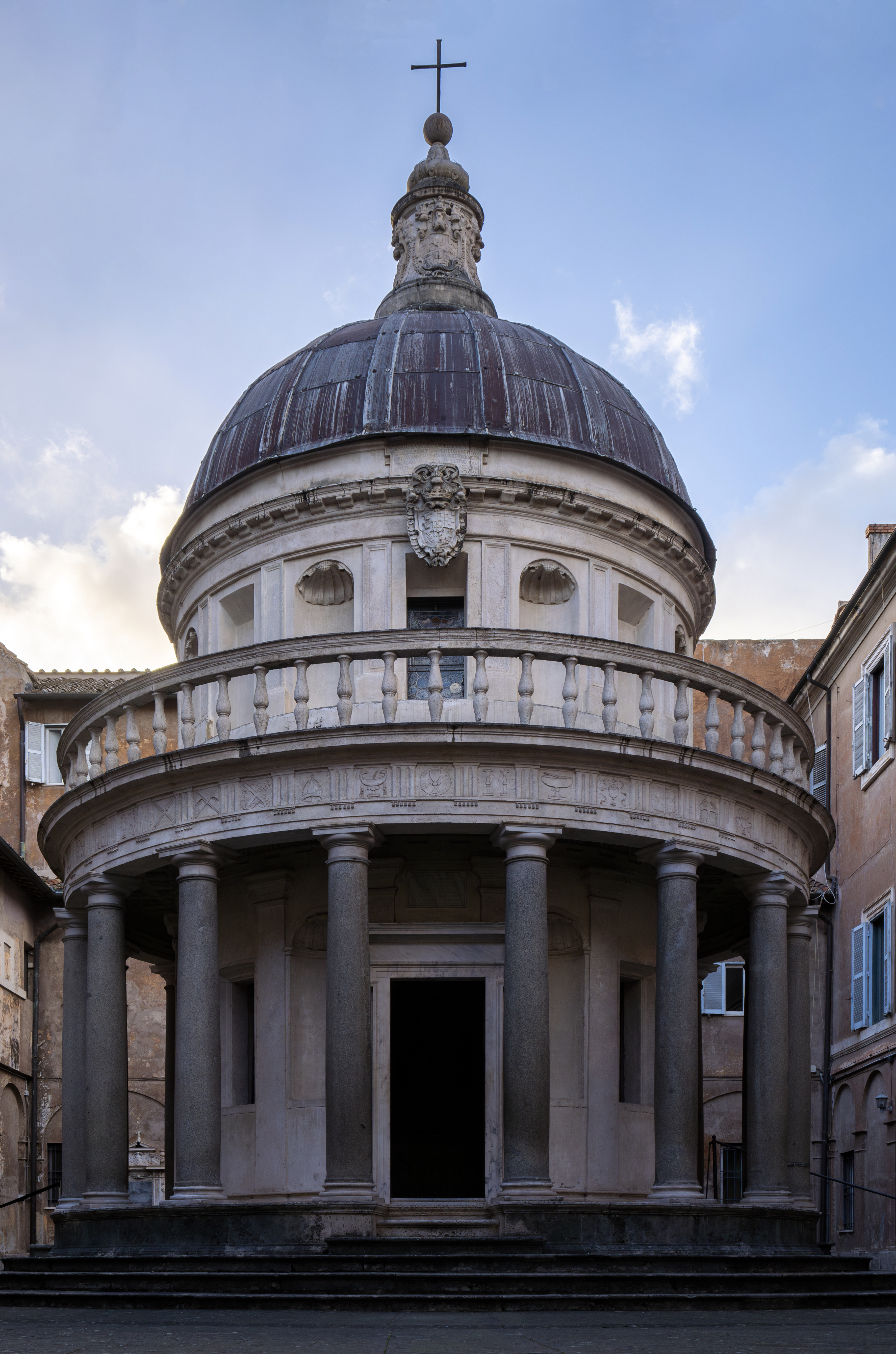
Пример ренессансной архитектуры: Темпьетто, в Сан-Пьетро-ин-Монторио (Рим, Италия)
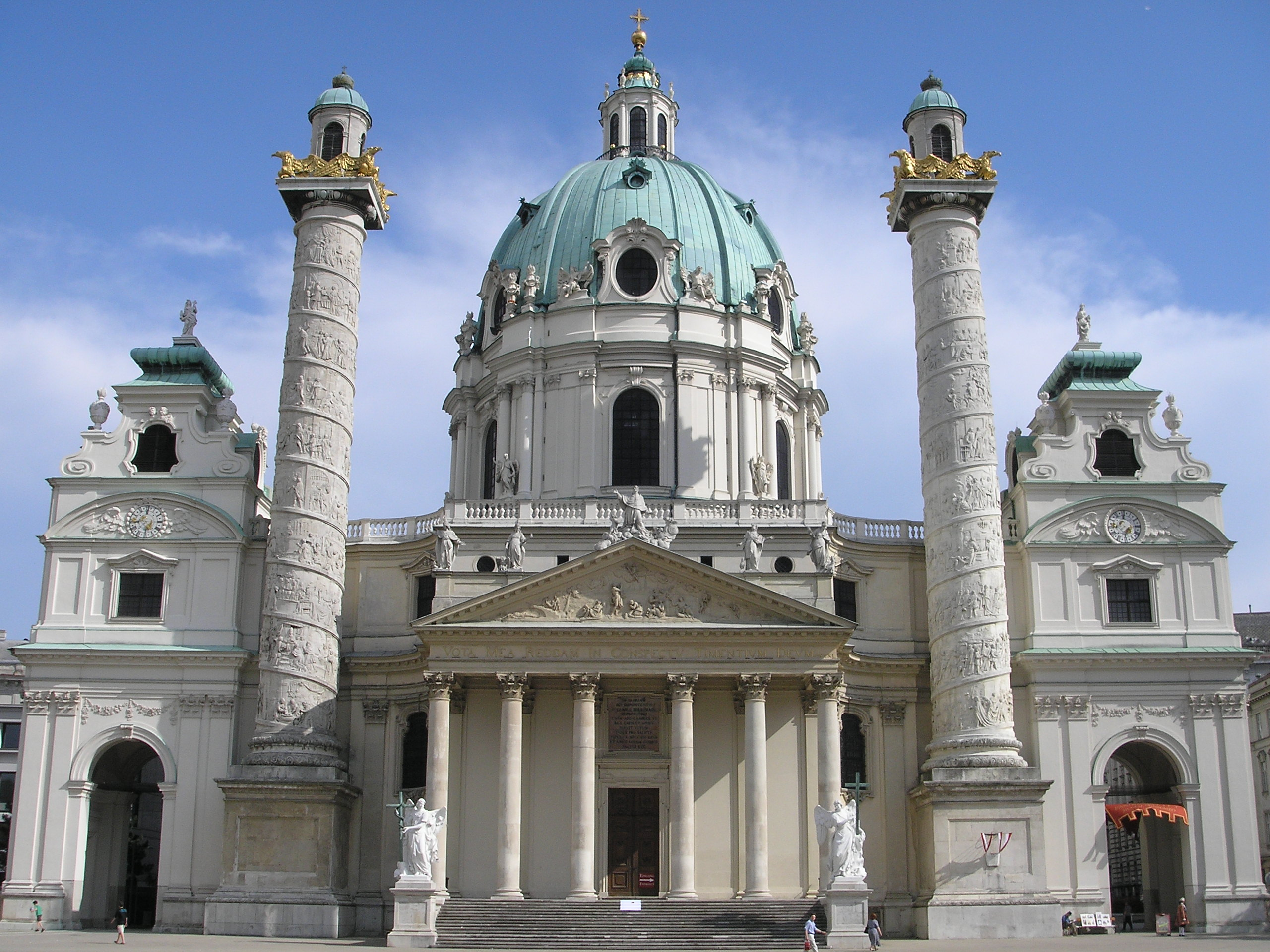
Пример барочной архитектуры: Карлскирхе, в Вене (Австрия)
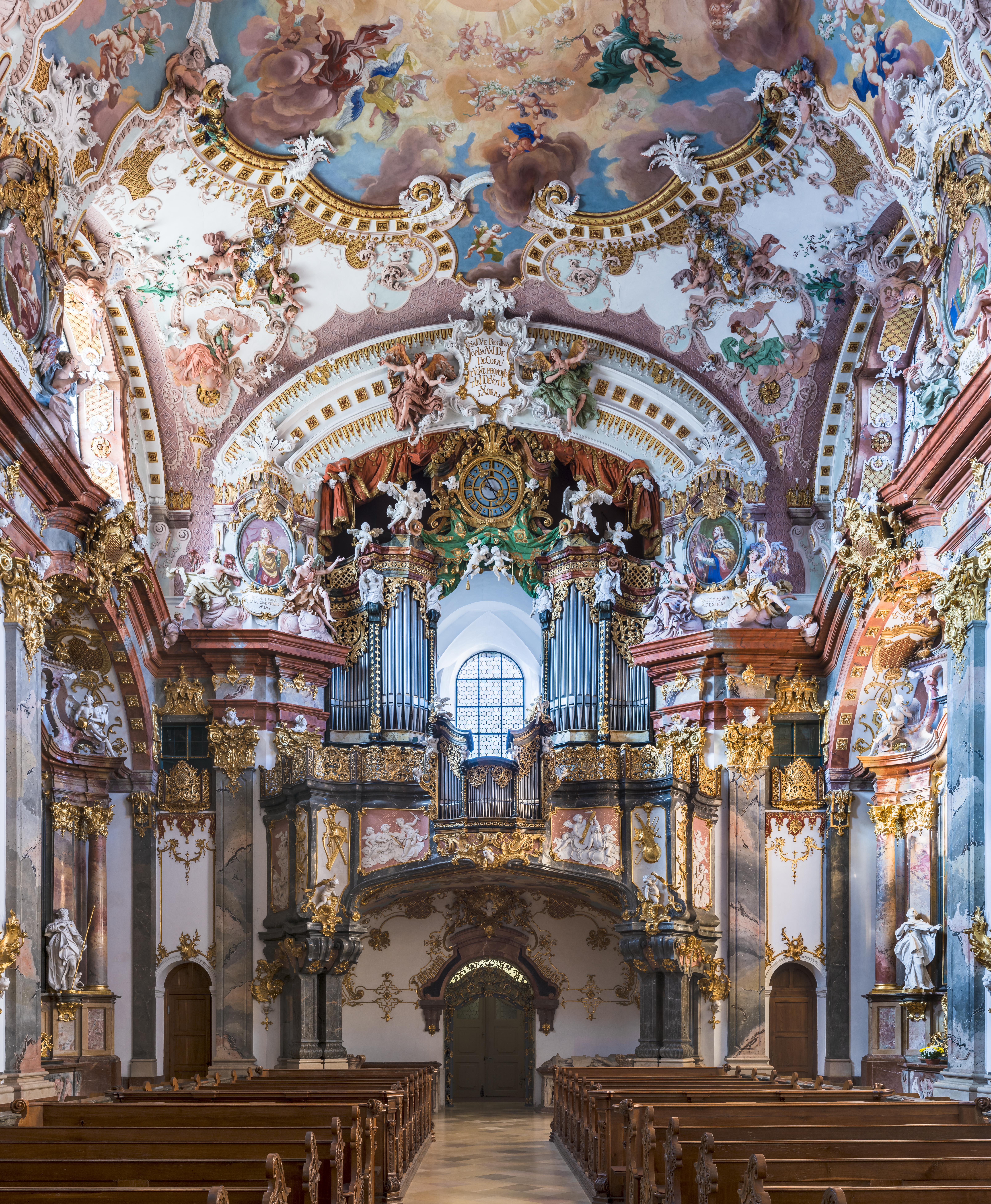
Пример архитектуры рококо: Аббатство Уилеринг, в Вильхеринге (Австрия)
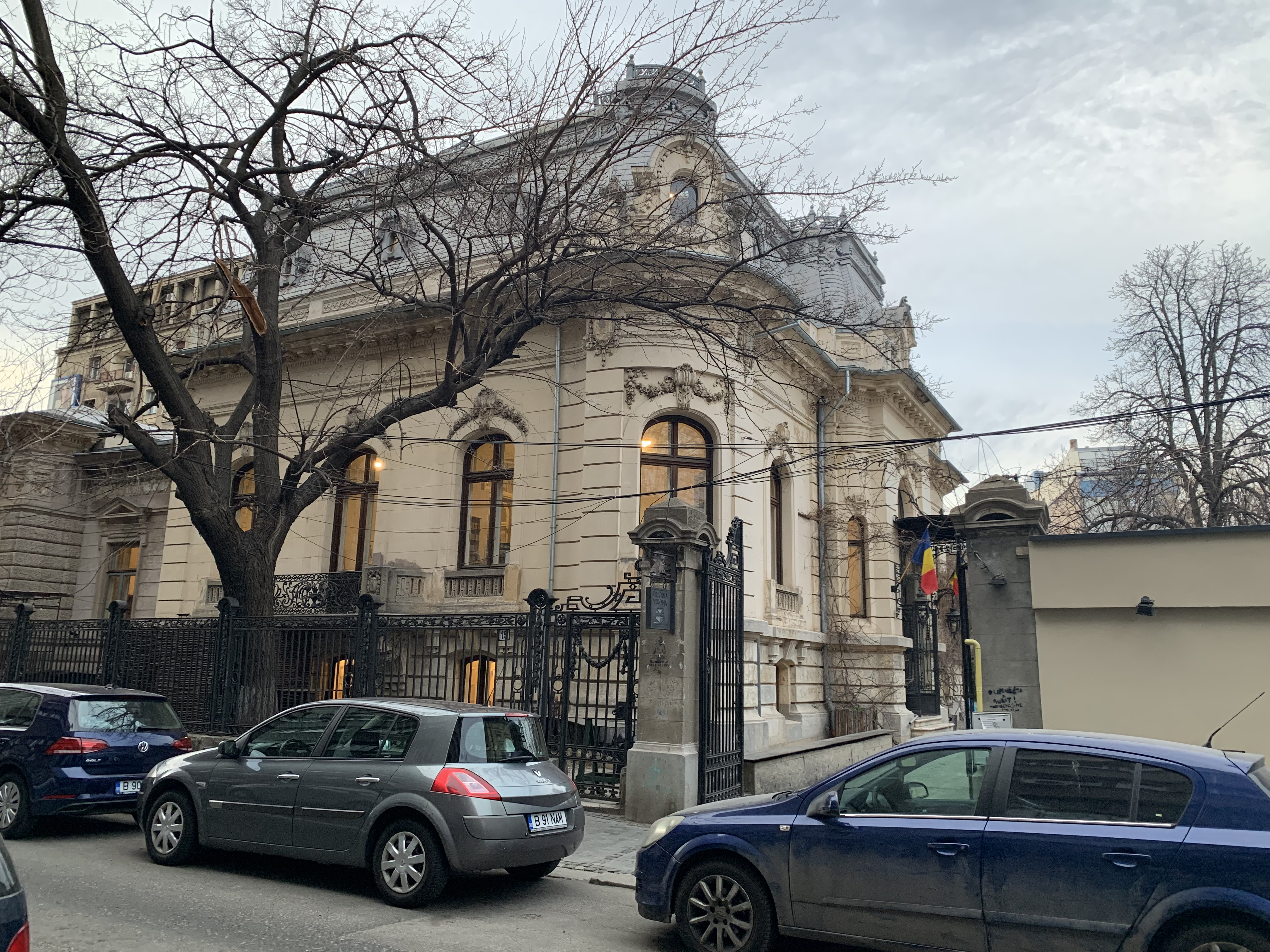
Пример эклектичной архитектуры: дом в Бухаресте (Румыния)
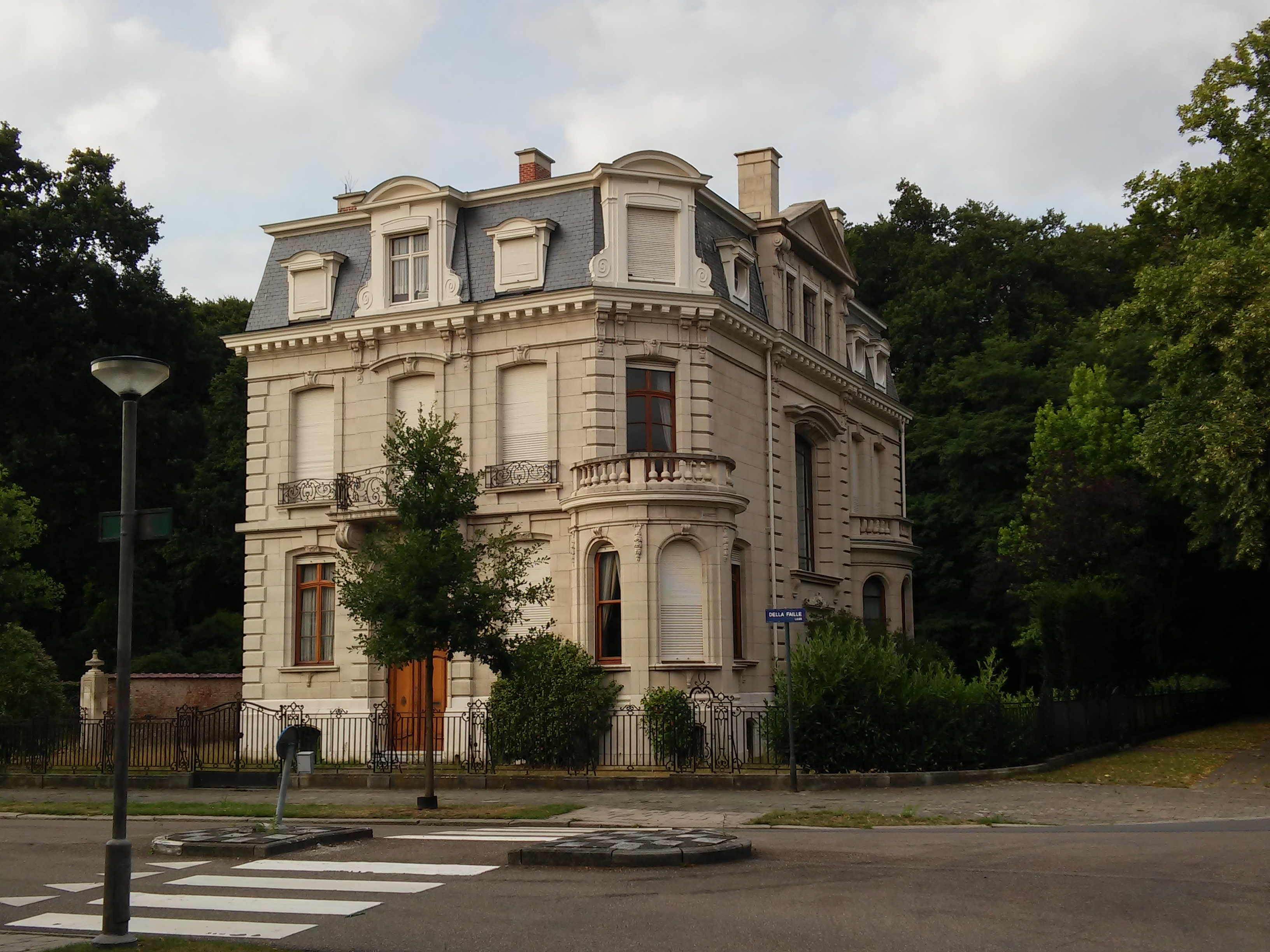
Пример Бозар архитектуры: дом в Антверпене (Бельгия)
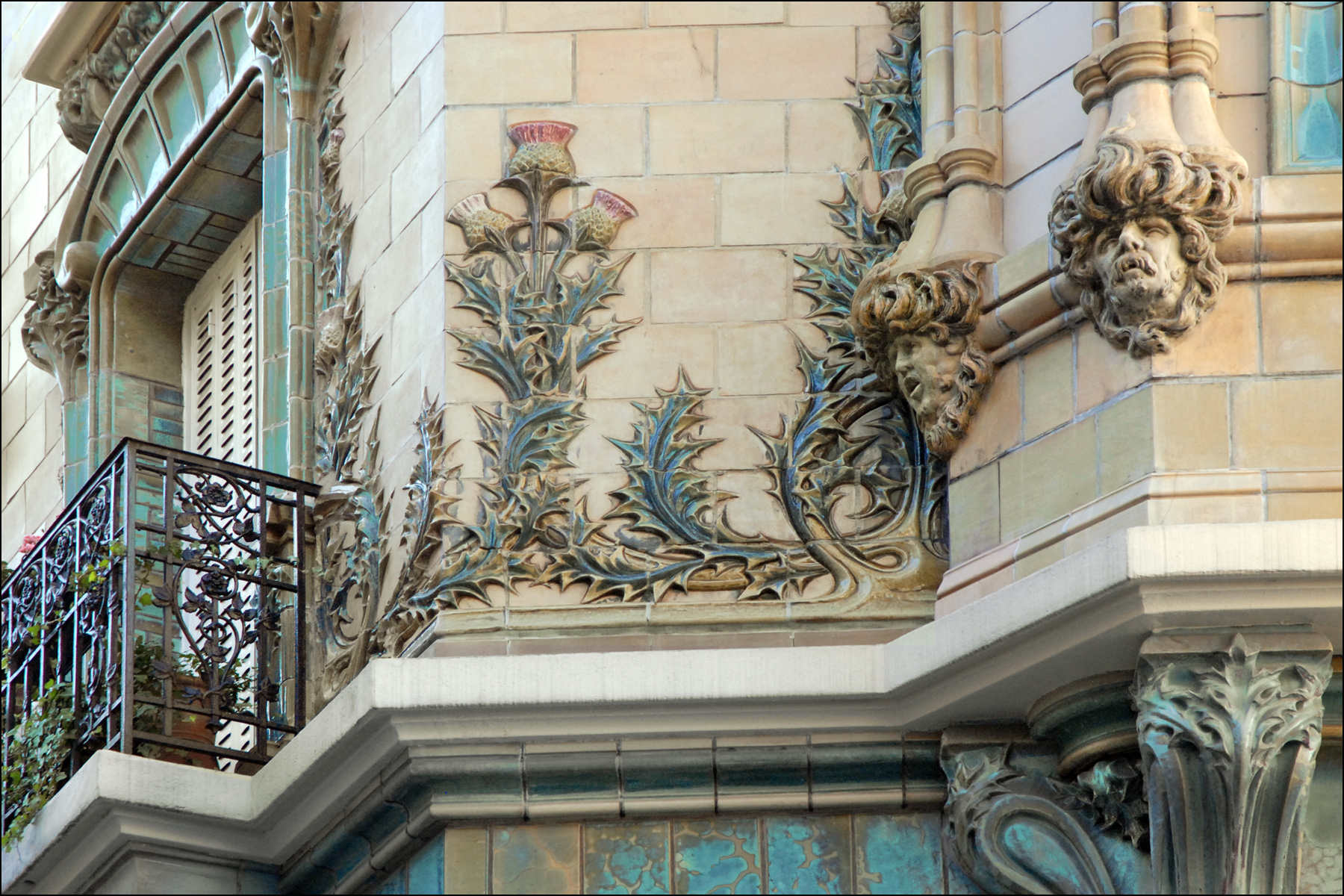
Пример архитектуры модерна: Здание Les Chardons, в Париже
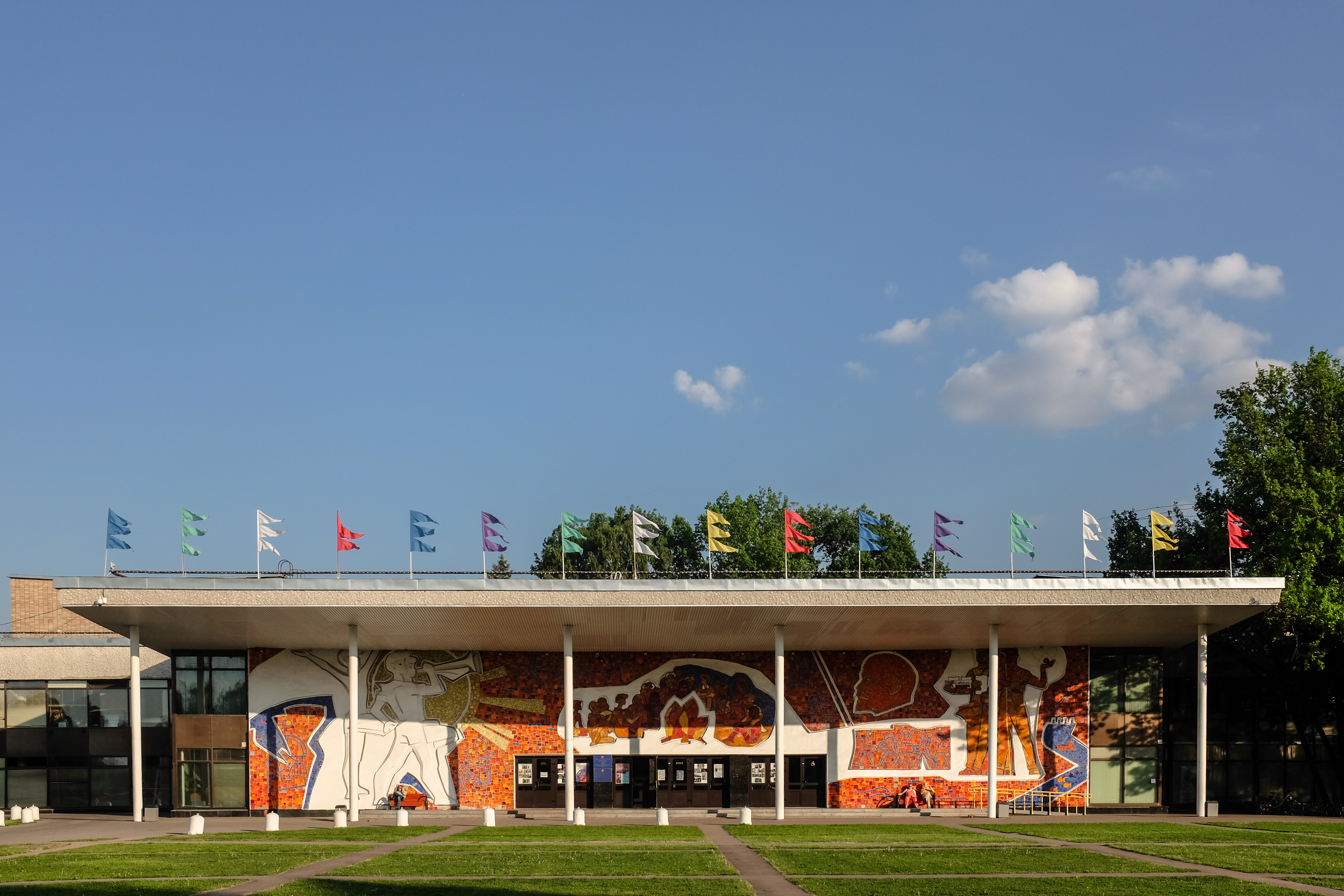
Пример модернизма: Московский Дворец пионеров

## Эксплуатация

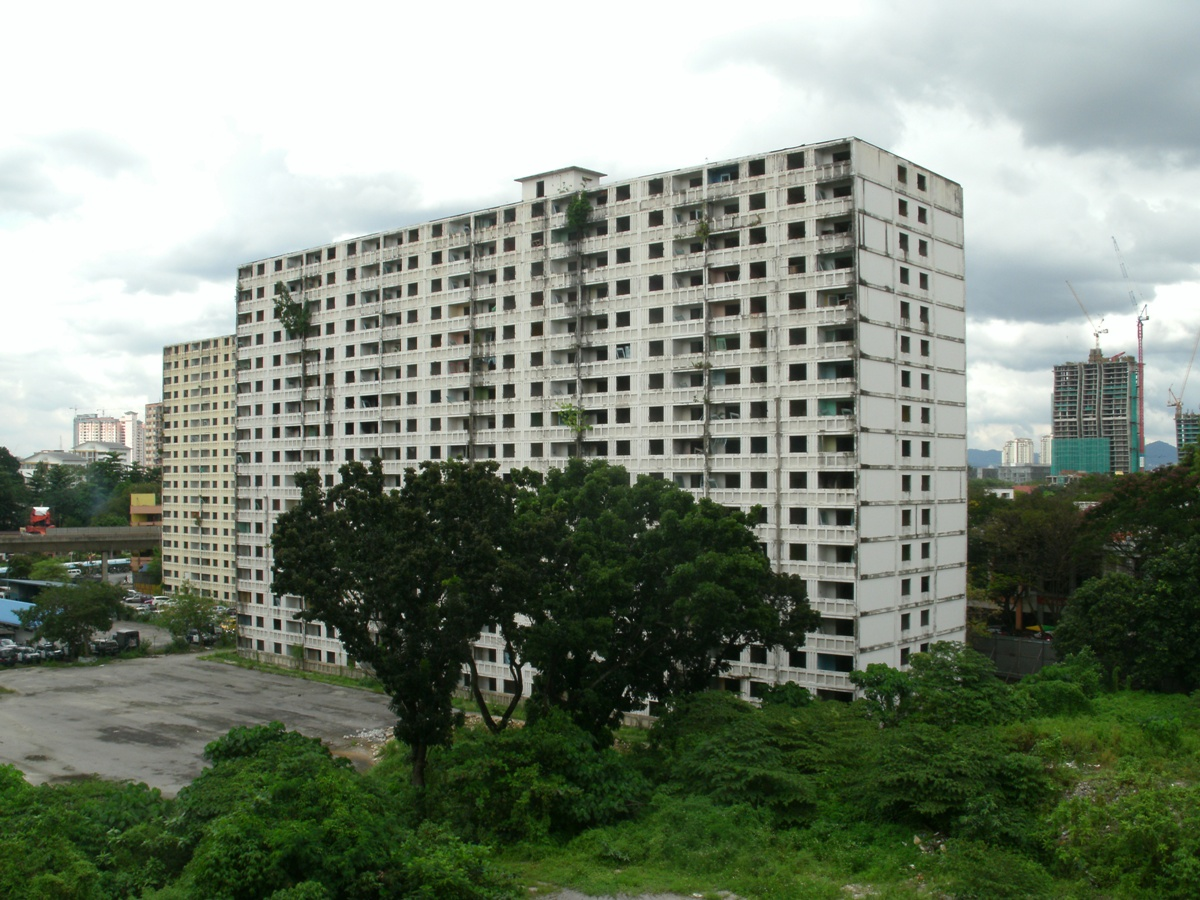
Пустующее (покинутое жителями) здание в Куала-Лумпуре

## Снос
Дома могут пустовать или быть уничтоженными по желанию. Пустующие дома обычно называют заброшенными зданиями.